# Габдюково
Габдю́ково (рос. Габдюково, башк. Ғәбдүк) — село у складі Бєлорєцького району Башкортостану, Росія. Входить до складу Зуяковської сільської ради.
Населення — 558 осіб (2010; 461 в 2002).
Національний склад:
- башкири — 99%